# 哈罗德·纳尔逊
哈罗德·纳尔逊（英語：Harold Nelson，1923年4月26日—2011年7月1日），新西兰男子田径运动员。他曾代表新西兰参加1950年大英帝国运动会田径比赛，获得一枚金牌和一枚银牌。他也曾参加1948年夏季奥林匹克运动会。